# Ferruccio De Michieli Vitturi
Ferruccio De Michieli Vitturi (Spalato, 6 giugno 1923 – Roma, 28 giugno 1984) è stato un politico italiano.

## Biografia
Esule della Dalmazia, di nobile origine, figlio del conte Feliciano de Michieli Vitturi e di Smjilka Vuscovich. Era sposato con la pittrice Melisenda Malison.
Più volte consigliere comunale e provinciale a Udine, fu parlamentare in 3 legislature discontinue per il Movimento Sociale Italiano in cui da giovane si arruolò volontario. Nel 1972 subì un attentato in cui venne bruciata la sua casa. Autore dell'attentato fu Vincenzo Vinciguerra del Movimento politico Ordine Nuovo.
Morì d'infarto nel 1984 a Montecitorio mentre svolgeva le sue funzioni di deputato. Complessivamente fece 200 interventi alla camera e presentò 61 disegni di legge.

## Incarichi
III Legislatura della Repubblica italiana
- IX Commissione lavori pubblici. Membro dal 12 giugno 1958 al 15 maggio 1963.
- VI Commissione finanze e tesoro. Membro dal 12 giugno 1958 al 30 giugno 1959.
- Commissione speciale per l'esame delle proposte di legge nn.82 e 945 e della proposta di inchiesta parlamentare n. 1797, concernenti le abitazioni della gente rurale. Membro dal 22 luglio 1959 al 15 maggio 1963.

VI Legislatura della Repubblica italiana
- II Commissione affari della presidenza del consiglio, affari interni e di culto, enti pubblici. Membro dal 25 maggio 1972 al 4 luglio 1976.
- Commissione parlamentare per le questioni regionali. Membro dal 5 giugno 1972 al 21 giugno 1972.
- Commissione speciale per l'esame del disegno di legge di conversione del decreto legge recante provvidenze per le popolazioni del friuli colpite dal terremoto. Membro dal 19 maggio 1976 al 4 luglio 1976.

IX Legislatura della Repubblica italiana
- III Commissione (affari esteri - emigrazione). Membro dal 12 luglio 1983 al 28 giugno 1984 .
- Giunta delle elezioni. Membro dal 19 luglio 1983 al 28 giugno 1984.